# Ammutta muddica
Ammutta muddica è il quinto spettacolo teatrale del trio di comici Aldo, Giovanni e Giacomo, con la partecipazione di Silvana Fallisi.
Lo spettacolo (scritto dal trio insieme a Walter Fontana e Valerio Bariletti), il cui titolo, tradotto dal siciliano, significa "Spingi mollica", ovvero "datti da fare", ha debuttato il 30 novembre 2012 al Teatro Fraschini di Pavia. La regia è affidata, come per tutti gli spettacoli teatrali del trio, al trasformista Arturo Brachetti. Le scenografie sono in parte scene fisse (un grosso camion è in scena per tutto lo spettacolo) e in parte filmati proiettati, realizzati da Alessandro Marrazzo e da Rinaldo Rinaldi. Le musiche originali sono state composte da Valerio Carboni. I costumi sono di Roberta Spegne.
Lo spettacolo ha fatto tappa nel 2012 e nel 2013 a Pavia, Savona, Montecatini Terme, Novara, Lugano, Forlì, Torino, Genova, Padova, Firenze, Reggio Emilia, Trieste, Milano, Catania e Roma, registrando il tutto esaurito in tutte le 80 repliche (30 solo a Milano), per una vendita complessiva di 180.000 biglietti. Lo spettacolo è stato trasmesso in anteprima il 5 ottobre 2013 sulla rete svizzera RSI LA1. La sua versione cinematografica Ammutta muddica al cinema è stata proiettata nelle sale italiane in un'unica data evento il 16 ottobre 2013, con l'aggiunta di 30 minuti di sketch inediti. In realtà, è durato 30 minuti in meno dello spettacolo teatrale.
Dall'8 maggio 2014 lo show completo è trasmesso su Canale 5 suddiviso in tre prime serate, seguite da una quarta che include Il meglio delle precedenti. Allo spettacolo partecipano anche Raul Cremona e lo stesso Brachetti.

## Gli sketch

### Killer Tattoo
Aldo, deciso a farsi tatuare un serpentello su un fianco, entra in un negozio di tatuaggi gestito dal tatuatore Killer Tatoo (Giovanni) insieme al suo burbero assistente Pancrazio (Giacomo) e ad una ingenua commessa cinese (Silvana), continuamente derisa e offesa dai due tatuatori con epiteti razzisti caratterizzati da espressioni legate alla cultura asiatica, ad esempio "Kung Fu Panda", "Wasabi" e "Ping pong". Killer Tatoo cerca di convincere Aldo a farsi fare dei tatuaggi improponibili e vistosi, come una "Madonna del Ghisallo in bicicletta" sulla schiena, una zampata di tigre sul petto o una cerniera sul collo, mentre Pancrazio continua prima a prenderlo in giro e a offenderlo per il suo fisico non proprio atletico e per la sua decisione di farsi tatuare e poi ad anestetizzarlo continuamente a tradimento mentre sceglie e spiega cosa farsi tatuare; la ragazza cinese, invece, prima consiglia al cliente un altro studio di tatuaggi, di proprietà di un suo cugino, e poi propone di tatuare ad Aldo una Hello Kitty, che secondo lei porta fortuna, mentre per Aldo è la cosa che detesta di più, tanto che se la trovasse mentre è in auto la investirebbe.
A un certo punto Aldo, mentre è addormentato, rischia di soffocare, quindi Killer Tatoo e Pancrazio gli tirano fuori la lingua e, vedendo che ha una lingua molto lunga ed elastica, decidono di fargli un omaggio facendogli un piercing sulla lingua con un bullone utilizzando un trapano per fare il foro, e poi, siccome il cliente non riesce a parlare, glielo tolgono; dopo che gli è stato tolto riesce solo a fischiare, allora i due gli chiudono il buco con una spillatrice, senza migliorare di molto la situazione. Al momento di procedere al tatuaggio, Aldo soffre così tanto il dolore mentre Killer Tatoo gli sta facendo l'occhio del serpente che Pancrazio deve anestetizzarlo completamente. Appena iniziato il tatuaggio vero e proprio, la cinese distrae il tatuatore per passargli una telefonata mentre lui è all'opera, facendolo sbagliare. Decisa a rimediare, mentre Killer Tatoo parla al telefono, la commessa s'impossessa della macchina per tatuaggi e realizza sul petto di Aldo un'enorme Hello Kitty. Sconvolto dall'accaduto, il povero Aldo esce dal negozio e si butta in mezzo alla strada, dove viene immediatamente investito. La cinese commenta l'accaduto dicendo che in realtà non sempre Hello Kitty porta fortuna.

### I maratoneti
Aldo e Giovanni, appassionati di corsa, si allenano in vista di una maratona, depilandosi le gambe per andare più veloci togliendo l'attrito (anche se mancano due settimane alla gara). Giacomo li deride, prima giudicando "uno spettacolo raccapricciante" e "roba da cinema horror" vedere due uomini della loro età che si depilano, e poi dicendo di ritenere più saggio allenare la mente (e Giovanni gli chiede se lui allena la mente bevendo Barbera); ciò lo porta ad un diverbio con Aldo, che lo provoca rinfacciandogli il suo essere non molto atletico. Ferito nell'orgoglio e deciso a partecipare anche lui alla maratona, Giacomo viene sottoposto da Giovanni ad una serie di test fisici attitudinali (corsa sul tapis roulant, capacità polmonare, soglia del dolore e tempi di reazione), con risultati a dir poco disastrosi e ridicoli e finendo per litigare ancora con Aldo, che lo prende regolarmente in giro. I due amici per non mortificarlo decidono di iscriverlo comunque alla gara. Arriva il giorno della corsa e i tre vi partecipano, ma Giacomo (che oltretutto ha portato uno zaino pieno di cibo, completamente inutile a una maratona) è evidentemente in difficoltà (chiede quanto manca all'arrivo dopo pochi secondi dalla partenza): i due amici cercano di aiutarlo, ma a complicare le cose arriva anche la moglie di Giovanni (Silvana), la quale, mentre il marito sta correndo la maratona, gli affida la carrozzina con il piccolo figlio Alessio. La gara prosegue tra mille gag sempre più surreali: alla fine Giacomo, stremato, perde completamente le gambe, e a vincere la maratona sarà inspiegabilmente il bambino prodigio Alessio.

### I tre vecchietti in bici
Aldo, Giovanni e Giacomo sono tre anziani signori che si incontrano durante un giro in bici. Giacomo è preoccupato perché gli è scaduta la patente e deve sostenere l'esame per rinnovarla: dopo aver mostrato agli amici la sua patente con la foto di Mario Balotelli (che ha messo da quando il giocatore ha cambiato squadra, per poterlo insultare), chiede loro di fargli qualche domanda per vedere se è ben preparato. Aldo e Giovanni prima controllano la vista e l'udito dell'amico, con risultati ridicoli, poi gli fanno alcune domande sull'automobile, il motore, le regole della strada e così via, però Giacomo dà sempre risposte assurde ed improbabili, dimostrando di non sapere nulla sull'argomento. Alla fine Giacomo rivela ai due di non possedere neanche un'auto e che la patente gli serve solo quando va a ritirare la pensione, che si può ritirare con qualsiasi documento d'identità, ma mostrando la patente all'impiegata delle poste può sperare che essa, vedendo un signore così anziano che guiderebbe ancora, lo prenda in simpatia e gli metta qualche banconota in più nella busta. A questo punto Giovanni rivela che anche lui, per ingraziarsi gli addetti delle poste, mostra il passaporto con tutti i timbri falsi dei paesi che millanta di aver visitato, obliterati da un suo amico questore. Giacomo infine dice che se supererà l'esame della patente porterà Aldo e Giovanni in Brasile in auto, ma i due lo mandano a quel paese.

### Prigionieri di Equitalia
Aldo, Giovanni e Giacomo si svegliano legati a delle sedie negli scantinati di Equitalia. Giacomo è imbavagliato e non riesce a comunicare con gli altri due, Giovanni è svenuto, mentre Aldo, credendo che Giovanni sia stato ucciso dopo essere stato violentato, si dispera e chiede a Giacomo di aiutarlo a bruciare il suo corpo in putrefazione. Quando anche Giovanni si sveglia (e si arrabbia avendo sentito quel che gridava Aldo, che dal canto suo accusa Giacomo di aver detto quelle cose), i tre si chiedono come mai sono finiti lì e come fare ad uscirne. L'unico che sembra sapere qualcosa in merito è Giacomo, che però non riesce ad esprimersi a causa del bavaglio; Aldo dice di riuscire a capire i versi emessi da Giacomo e prova a farsi scandire le parole lettera per lettera, ma comprende solo lettere sconnesse. In seguito i diversi tentativi di slegarsi dalle sedie grazie al pugnale presente negli stivali di Aldo (che in realtà ai piedi ha dei mocassini comprati in un negozio dove ha lasciato gli stivali con dentro il pugnale) e ai "piedi prensili" di Giovanni vanno a vuoto.
Quando Giacomo riesce a liberarsi del bavaglio, rivela a Giovanni che sono finiti lì per colpa di Aldo, che è andato a fare shopping in città, ha lasciato l'automobile parcheggiata sui binari del tram e non ha pagato le relative sanzioni, e loro due sono stati coinvolti in quanto l'auto era intestata alla loro società. Infuriati, Giovanni e Giacomo se la prendono con Aldo, che poco dopo viene prelevato da due ufficiali; essi vorrebbero solo sapere i suoi dati anagrafici (anche se in seguito lui fingerà di essere stato brutalmente torturato), ma Aldo si dichiara innocente ed accusa Giacomo e Giovanni di essere a capo di una rete di aziende che hanno commesso una serie di truffe ed evasioni fiscali. Alla fine Aldo viene liberato e come un novello Giuda consegna i due amici alla giustizia: riceverà in cambio trenta denari. Aldo conclude lo sketch con la domanda: "Scusi ma per i trenta denari, con o senza fattura?".

### Gli artificieri
Due artificieri, l'agente Freeman (Giovanni), che si definisce un "afroamericano albino pigmeo" (nell'operazione era previsto che ci fosse un agente di colore) e l'agente Lee (Aldo), che si è ritrovato a fare l'artificiere dopo aver vinto un concorso per diventare bidello, devono trovare e disinnescare un ordigno nascosto in una metropolitana (nelle battute vengono nominate alcune stazioni realmente esistenti della linea M1 della metropolitana di Milano), su ordine del tenente Fallisis dell'FBI (Silvana). Dopo aver cercato la bomba senza successo facendo una serie di strani movimenti, e dopo che l'agente Freeman è quasi finito sotto a un treno per colpa dell'agente Lee che non lo ha tenuto bene mentre controllava i binari (venendo risucchiato e uscendo molte stazioni oltre per poi tornare a piedi in mutande), i due intendono prendere qualcosa a un distributore automatico, ma scoprono involontariamente che la bomba è dentro al distributore. Lee entra nel distributore e per fargli uno scherzo Freeman lo chiude dentro, per poi farlo uscire prelevandolo. I due tentano poi di capire come disinnescare la bomba, ma non ci riescono e mancano ormai pochi minuti all'esplosione: l'agente Lee si dispera, viene anche lui risucchiato da un treno, esce molte stazioni prima e torna a piedi comparendo con un parruccone di capelli bianchi, dicendo che gli sono venuti i capelli bianchi per lo spavento.
L'ordigno si era rivelato essere di un tipo molto moderno e sofisticato, quindi i due agenti chiedono via radio al tenente di poter utilizzare il "robottino", che si rivelerà essere Giacomo con un improbabile costume di metallo. Il robot prende subito in simpatia Lee e in antipatia Freeman, con cui inizia a litigare (si noti che a un certo punto, quando Giacomo dovrebbe fingere di dare un calcio a Giovanni, finisce in realtà per colpirlo davvero). Cercando di impostarlo, Lee inserisce una password totalmente a caso, che si rivela essere giusta, ma poi il tenente Fallisis riavvia il robot e ovviamente Lee non si ricorda più cosa aveva digitato. Per ricordarsi la password, Lee decide di utilizzare la sua infallibile memoria fotografica e ripercorre tutte le azioni che aveva fatto quel giorno, da quando si era alzato la mattina in poi: alla fine riesce a inserire la password e avviare il robottino, ma mancano pochi secondi all'esplosione. Il robot, nonostante sia stato impostato come artificiere, si trova in difficoltà e chiede ai due quale cavo debba tagliare per disinnescare l'ordigno. Lee gli dice quello rosso, ma la bomba esplode: Lee voleva dire quello blu, ma si è confuso in quanto daltonico.

### I tre vecchietti e la Gina
Due anziani signori, Aldo e Giovanni, pescano lungo la riva di un Naviglio: al primo lancio il mulinello della canna da pesca di Giovanni, che lui ha ereditato dal nonno di suo nonno, si rivela essere molto rumoroso, e quando i due tirano su la lenza scoprono che il verme usato come esca si è ingrossato e concludono che probabilmente il verme ha inghiottito il pesce. Poco dopo arriva in bici un loro amico, Giacomo, che è vestito elegante, ha in mano un mazzo di fiori e racconta loro di avere, quella sera, un appuntamento con una donna di nome Gina, e chiede loro dei consigli su come comportarsi: purtroppo tutte le proposte degli amici su dove portarla, cosa fare insieme e che regalo farle si rivelano irrealizzabili, dato che l'anziana spasimante soffre praticamente di tutte le malattie e gli acciacchi esistenti, infatti Giacomo l'ha incontrata in ospedale mentre erano lì entrambi per problemi di salute. Come nello sketch in bici, Aldo e Giovanni non riescono a concludere niente, in quanto Giacomo non sente bene da nessun orecchio.

### Il ritorno di Pdor
Una sorta di sequel del famoso sketch di Pdor, messo in scena nello spettacolo Tel chi el telùn. Aldo e Giacomo interpretano ancora una volta rispettivamente un padre e suo figlio in un mondo simil-preistorico e Giovanni riprende il ruolo del logorroico ed egocentrico dio Pdor. Aldo è preoccupato perché il figlio Giacomo si è accoppiato con la ragazza più brutta della loro tribù ("un incrocio tra un gibbone e una bertuccia"), e per ottenere un consiglio su come affrontare la situazione i due vanno nuovamente al cospetto di Pdor. Il dio, dopo la sua apparizione, si lancia come al solito in una lunga autocelebrazione delle sue eroiche imprese che sfinisce i due mortali e poi pretende da loro un dono in cambio dei suoi consigli. Dapprima Aldo cerca, senza successo, di cedergli la sua spada, poi prova a raccogliere un sasso da terra e a millantare che si tratti di un prezioso tesoro della sua tribù, per poi scoprire che si tratta realmente della pietra filosofale. Quando finalmente Aldo riesce a spiegare la situazione, Pdor, sconvolto, afferma che la donna con cui Giacomo si è accoppiato è in realtà la figlia del Dio delle Tenebre, e che se Aldo non porrà rimedio al disastro sacrificando il suo stesso figlio l'oscurità avvolgerà il mondo per sempre. Aldo tenta di evitare il sacrificio vaneggiando l'intervento dell'Arcangelo Gabriele (che in realtà è lui stesso a far parlare, oltretutto con marcato accento veneto, con le sue scarse abilità di ventriloquo), ma finisce per infilzare involontariamente il figlio a causa di uno starnuto.

### I tre vecchietti e la rapina
Ultimo sketch che ha per protagonista i tre anziani signori Aldo, Giovanni e Giacomo, i quali decidono di rapinare un ufficio postale per poi andarsene in Brasile con i soldi presi. Muniti di pistole giocattolo rubate da Giacomo ai suoi nipoti in cambio di un prezioso orologio Patek Philippe, entrano alle poste, dove partono agguerriti nel loro intento, ma invece di effettuare la rapina finiscono per dare i loro soldi all'impiegata (Silvana), che li impietosisce narrando loro le sue disavventure con il mutuo della casa da pagare. Il colpo fallisce e Aldo si ritrova senza casa perché prima di andare all'ufficio postale ha disdetto l'affitto del suo monolocale. Tenta quindi di chiedere ospitalità a Giovanni e Giacomo, ma loro non possono perché Giovanni sta imbiancando casa, mentre Giacomo ha fatto la derattizzazione.

### Ospedale
In una stanza d'ospedale sono ricoverati Giovanni, affetto dalla sindrome del cefalopode, che ha come sintomi l'avere i piedi palmati e lo spruzzare acqua dalla testa come un delfino a causa di una fontanella rimasta aperta, e Aldo, che dichiara di essere in attesa di un trapianto della fronte, necessario a causa di una ruga troppo profonda, ma in realtà è sanissimo ed essendo disoccupato tenta in ogni modo di prolungare la propria degenza per truffare l'assicurazione, oltre ad ottenere vitto e alloggio gratis. I pazienti sono assistiti da un'orrenda caposala russa (Silvana). Avendo saputo che il giorno dopo dovrebbe essere dimesso, Aldo prova a scambiare la propria cartella clinica con quella di un altro paziente, il signor Fittipaldi, riguardo al quale un medico gli ha detto che si trova ricoverato solo per accertamenti e rimarrà in ospedale ancora per molto tempo.
Poco dopo nella stanza arriva Giacomo, nelle vesti del cinico ed egocentrico CEO di una grande multinazionale specializzata nel recupero e risanamento di aziende in crisi, che si trova lì per una semplice visita di controllo. Leggendo la cartella clinica presa da Aldo, Giacomo scopre che in realtà Fittipaldi è affetto da una grave malattia (lesione del nervo trigemino per l'esattezza) per la quale dovrà affrontare, quello stesso giorno, un'operazione difficilissima che gli causerà come minimo il 40% di invalidità permanente. Mentre Aldo si dispera per tale motivo, Giovanni inizia a parlare con Giacomo; nel giro di poco tempo, si scopre che tra le aziende "risanate" dalla società di Giacomo tramite tagli al personale ci sono anche quelle in cui lavoravano gli stessi Aldo e Giovanni, e che quindi il loro licenziamento dal lavoro è opera sua. Decisi a vendicarsi, riescono con un trucco a farlo addormentare (facendogli bere l'acqua contenente il sonnifero che Aldo avrebbe dovuto assumere prima dell'intervento chirurgico) e a scambiare la sua cartella ed il suo numero di letto con quelli in possesso di Aldo, con il risultato che è Giacomo a finire operato e invalido al posto di Aldo (oltretutto l'intervento verrà eseguito dallo stesso medico che aveva detto ad Aldo che Fittipaldi non aveva problemi gravi, quindi Giacomo non ha molte speranze di sopravvivenza); inoltre, i due si prendono una seconda vendetta svuotando il portafogli del malcapitato Giacomo.